# Aisha Yesufu
Aisha Somtochukwu Yesufu (Kano, 12 de dezembro de 1973) é uma ativista e empresária nigeriana. Foi cofundadora do movimento #BringBackOurGirls (Traga nossas meninas de volta, em tradução literal para o português), que chama a atenção para o sequestro de mais de 200 meninas de uma escola secundária em Chibok, na Nigéria, em 14 de abril de 2014, pelo grupo terrorista Boko Haram. Ela também esteve envolvida de forma proeminente no movimento End SARS contra a brutalidade policial no país.

## Infância e educação
Aisha Somtochukwu Yesufu nasceu e foi criada no estado de Kano. Ela experimentou as dificuldades de ser uma menina em um ambiente fortemente patriarcal. Segundo ela, quando tinha 11 anos não tinha nenhuma amiga, porque todas haviam ou se casado ou morrido no parto. Depois, quando se casou aos 24 anos, a maioria de suas amigas já eram quase avós.
Aisha conta que seu amor pelos livros a ajudou durante a infância, e a leitura a fez perceber que "havia um mundo além do gueto em que eu estava crescendo"... e eu queria essa vida". Ela se inscreveu na Academia de Defesa da Nigéria, em 1991, mas foi rejeitada por ser mulher. Inicialmente, Aisha foi admitida na Universidade Usmanu Danfodiyo, em 1992, mas depois que a escola fechou, ela se matriculou na Universidade Ahmadu Bello para estudar medicina. Yesufu deixou a Universidade Ahmadu Bello depois que a escola também foi fechada, após o assassinato de um professor em 1994. Ela então completou sua educação na Bayero University Kano, onde se formou em microbiologia.

## Ativismo
Njideka Agbo escreveu sobre Aisha Yesufu no The Guardian em 2019: "Muitas vezes difamada por sua posição sobre questões nacionais na Nigéria por vozes pró-governo, ela não é uma ativista comum. Sua propensão para citar nomes lhe rendeu muitos inimigos e, talvez, admiradores".

### #BringBackOurGirls
Depois que o grupo terrorista Boko Haram sequestrou 276 meninas em 2014, Yesufu e Oby Ezekwesili cofundaram o movimento #BringBackOurGirls para pressionar por seu resgate. Yesufu estava entre as mulheres manifestantes que marcharam na Assembleia Nacional da Nigéria, na capital do país, Abuja, em 30 de abril de 2014.

### Acabar com a SARS
Yesufu tem sido um membro proeminente do movimento End SARS, que começou em 2017 e chama a atenção para a brutalidade policial na Nigéria). Uma fotografia dela usando hijab em um protesto contra a Sars End tornou-se um símbolo icônico do movimento. Yesufu disse sobre os protestos do fim da SARS: "Não serei uma mãe irresponsável e deixarei essa luta para meus filhos. Estou pronta para sacrificar minha vida para que meus filhos vivam. Eu os trouxe a este mundo e preciso consertar o mundo em que os coloquei".

## Prêmios
Yesufu esteve entre as 100 mulheres da BBC em 2020. Yesufu foi incluída na lista dos 100 africanos mais influentes da revista New African  em 2020.

## Vida pessoal
Yesufu se casou com seu marido, Aliu, em 1998. Juntos tiveram dois filhos.